# Dumitrescoella decui
Genre
Espèce
Synonymes
- Schizomus decui Dumitresco, 1977
- Rowlandius decui (Dumitresco, 1977)

Dumitrescoella decui, unique représentant du genre Dumitrescoella,  est une espèce de schizomides de la famille des Hubbardiidae.

## Distribution
Cette espèce est endémique de Cuba. Elle se rencontre dans les provinces de Matanzas, de Mayabeque et de Artemisa.

## Description
Dumitrescoella decui mesure de 3 à 4 mm.

## Étymologie
Ce genre est nommé en l'honneur de Margareta Dumitrescu.
Cette espèce est nommée en l'honneur de Vasile Decu.

## Publications originales
- Teruel, 2017 : A new genus of micro-whipscorpions (Schizomida: Hubbardiidae) from western Cuba. Arthropoda Selecta, vol. 26, no 1, p. 41-47.
- Dumitresco, 1977 Autres nouvelles espèces du genre Schizomus des grottes de Cuba. Résultats des expéditions biospeologiques cubano-roumaines à Cuba, vol. 2, p. 147-158.